# Odacantha melanura
Espèce
Odacantha melanura est une espèce d'insectes coléoptères de la famille des Carabidae et de la  sous-famille des Harpalinae (ou des Odacanthinae selon les classifications).

## Description
Long d'environ 5 mm, c'est un petit coléoptère ailé aux élytres brunâtres sauf leur extrémité aux reflets bleus ou verts, de même que la tête et le thorax. Les pattes antérieures possèdent une échancrure de toilette.

## Distribution
Eurasiatique, largement répandu en Europe, du Portugal à la Scandinavie, à la Russie, à la Turquie, absent de Corse et de Sardaigne.

## Habitat
Cette espèce vit parmi les roseaux et autres plantes des marais.